# Зубов, Павел Александрович
Павел Александрович Зубов (род. 4 февраля 1988, Омск) — российский футболист, полузащитник, тренер.

## Биография
Начинал заниматься футболом в СДЮСШОР-14 омского «Иртыша», затем перешёл в «Молнию». На турнире в Севастополе завоевал звание лучшего игрока и получил приглашение на просмотр от киевского «Динамо». Родители не захотели, чтобы Зубов менял гражданство, и отец обратился в школу московского «Спартака». В апреле следующего года перед турниром детской Лиги чемпионов был выбран капитаном команды. Играл вместе с Артёмом Дзюбой, Андреем Ивановым, Ильёй Гультяевым, Евгением Андреевым, Амиром Бажевым. В 16 лет попал в дубль, но из-за травмы пропустил пропустил сборы. 2006 год начал в молодёжной команде в первенстве ЛФЛ, второй круг играл в аренде в команде второго дивизиона «Спортакадемклуб». 2007 год отыграл в дубле петербургского «Зенита», в сезоне-2009 выступал во втором дивизионе за «Смену-Зенит».
В 2010 году вернулся в Омск, сыграл 13 матчей в первом дивизионе за «Иртыш». Первую половину 2011 года провёл в чемпионате Литвы, за вильнюсский «Жальгирис» сыграл 9 матчей. В сезонах 2011/12 — 2014/15 провёл 32 матча, забил один гол за «Иртыш» в первенстве ПФЛ, после чего завершил профессиональную карьеру.

### Тренерская карьера
В 2014—2016 годах работал тренером в частных футбольных школах, с 2016 по 2021 год в петербургском клубе «Алмаз-Антей». Был главным тренером команды 2010 года рождения.
В 2018 году — главный тренер команды «Ленинград» в первой лиге чемпионата Санкт-Петербурга.
С июня по октябрь 2021 года был ассистентом главного тренера омского «Иртыша» Александра Горшкова. 
20 ноября 2021 года стал работать в детско-юношеской спортивной школе футбольного клуба «Звезда» (Санкт-Петербург). Возглавил команду 2007 года рождения.
В 2022—2023 годах — тренер в клубе «Ядро» (с июля 2023 года возглавлял вторую команду, был временно исполняющим обязанности главной команды), тренер команд «Солярис» и «Динамо-Север» молодёжных и юношеских соревнований Санкт-Петербурга.

## Семья
Брат Сергей играл на любительском уровне.
Жена Дарья (с 2014 года). Есть дочь. 